# Kenkarta

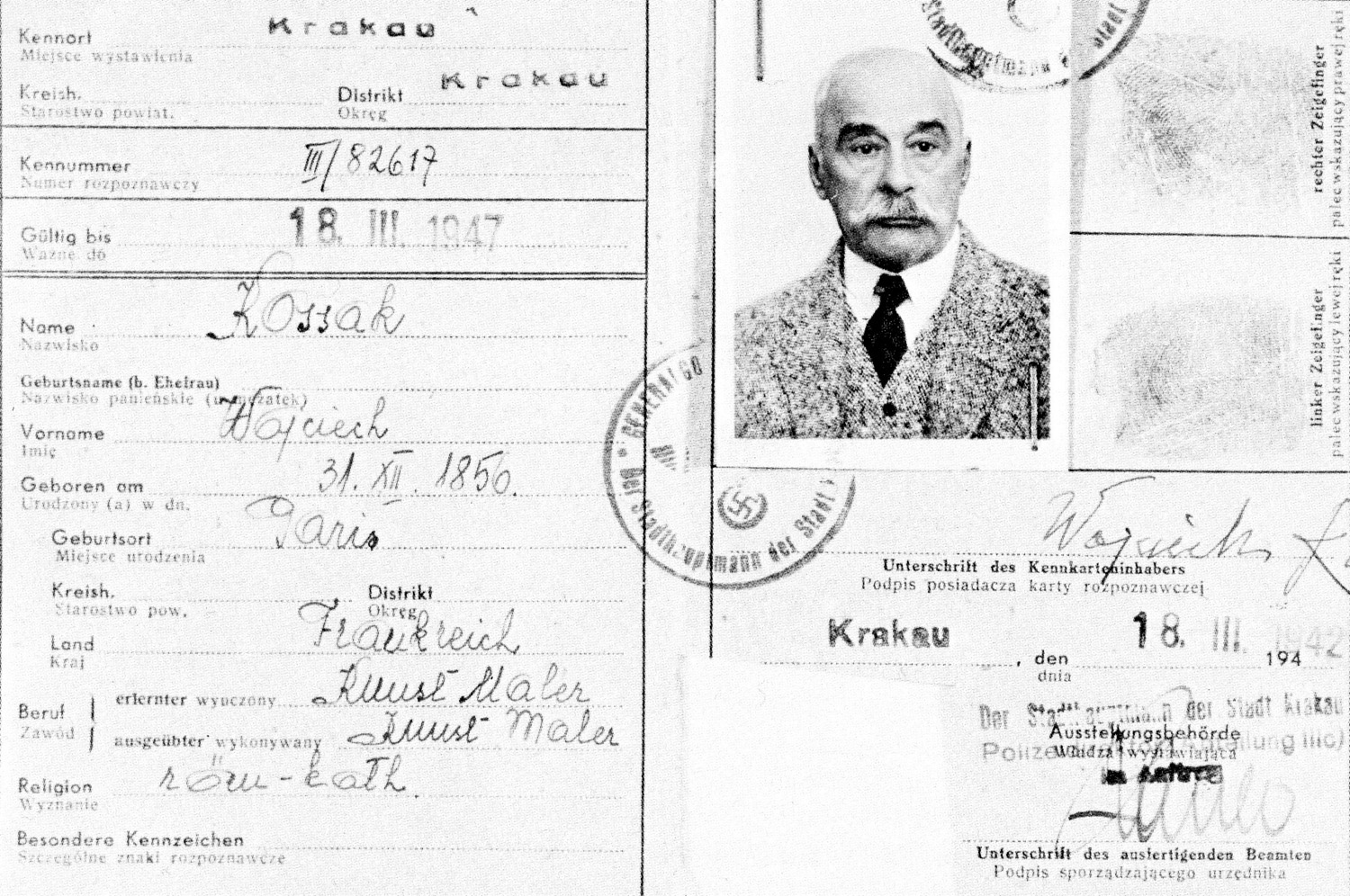
Kenkarta Wojciecha Kossaka

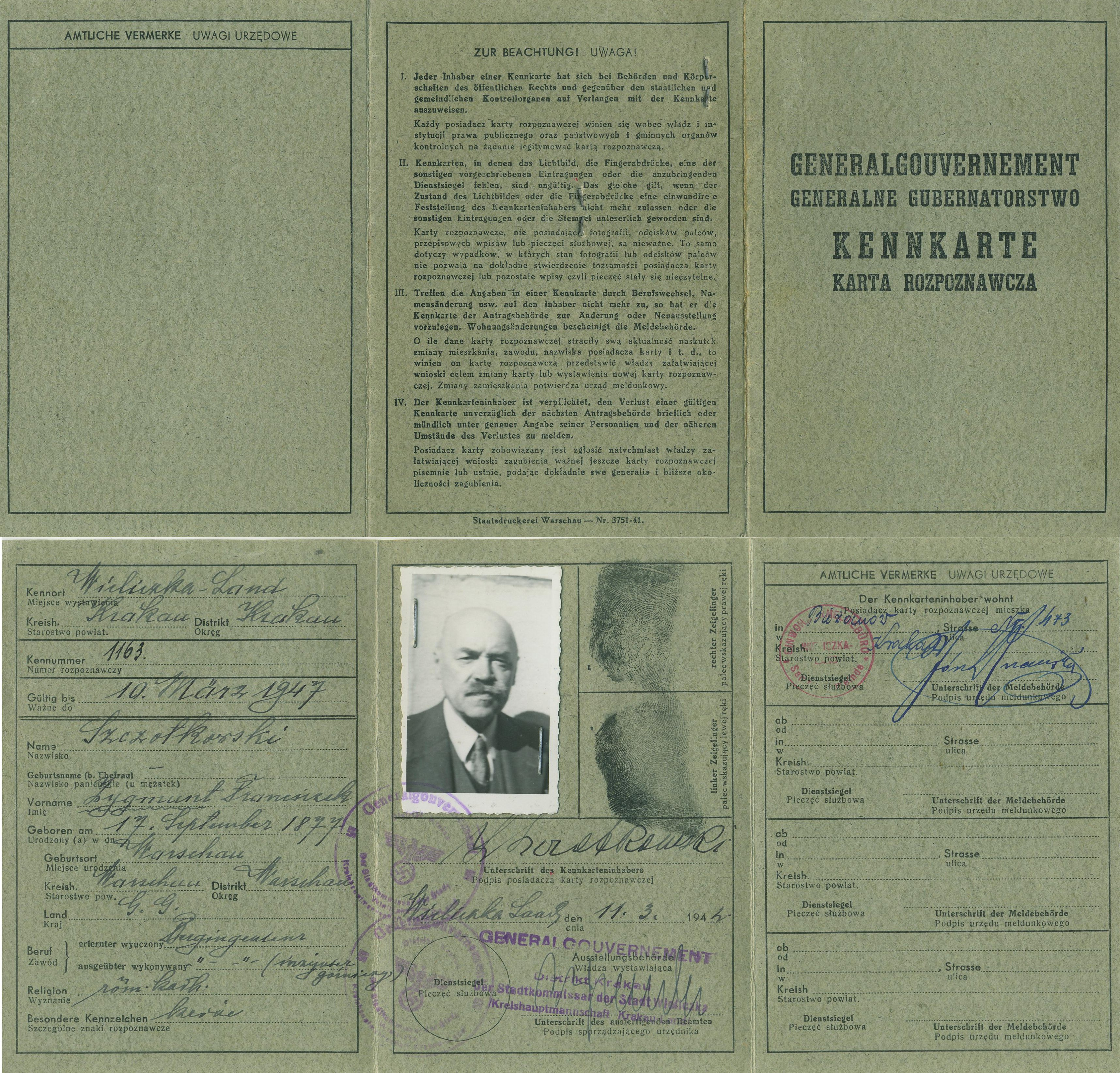
Kenkarta wydana Zygmuntowi Szczotkowskiemu w 1942 roku

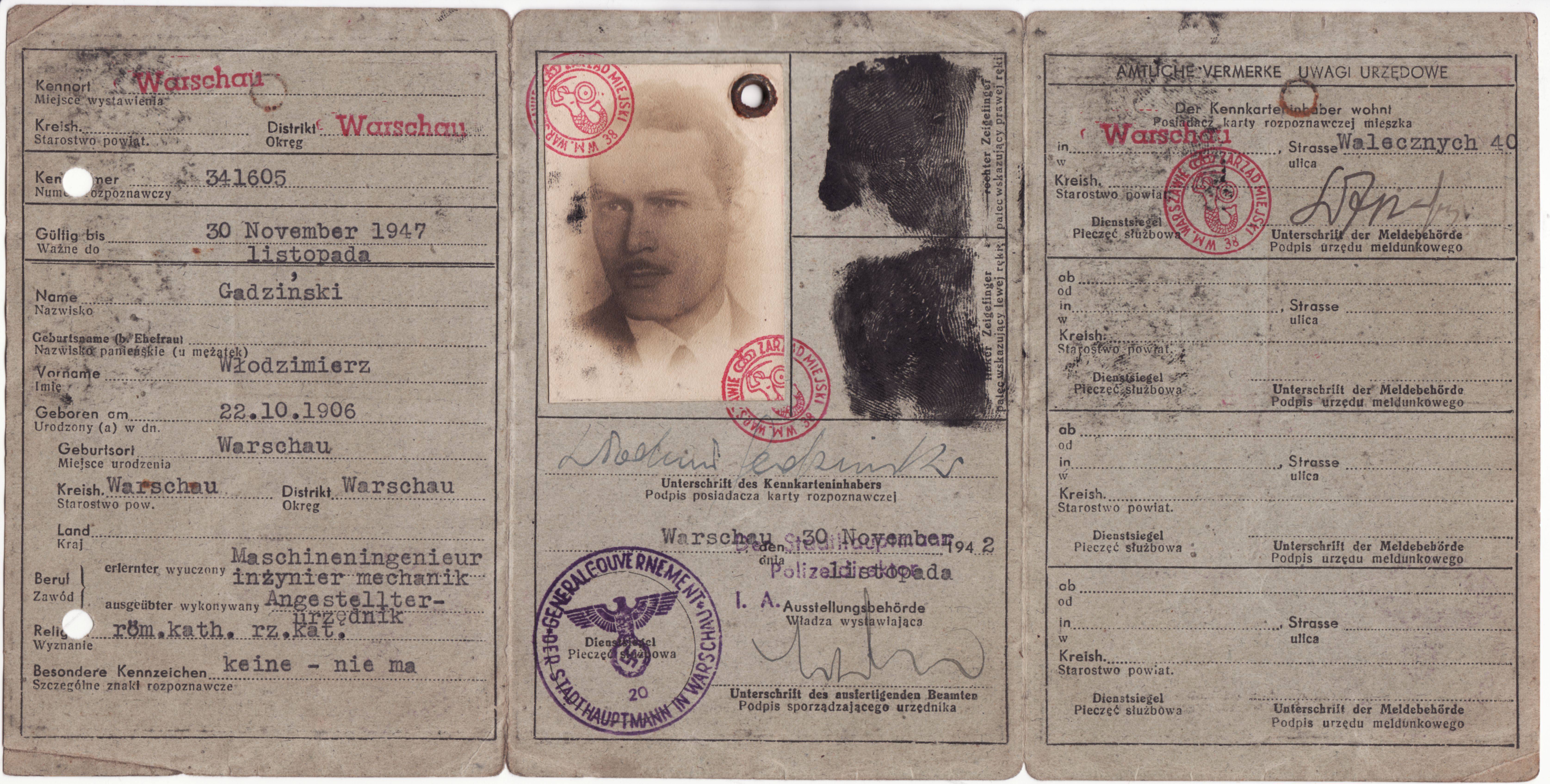
Kenkarta z 1942 roku

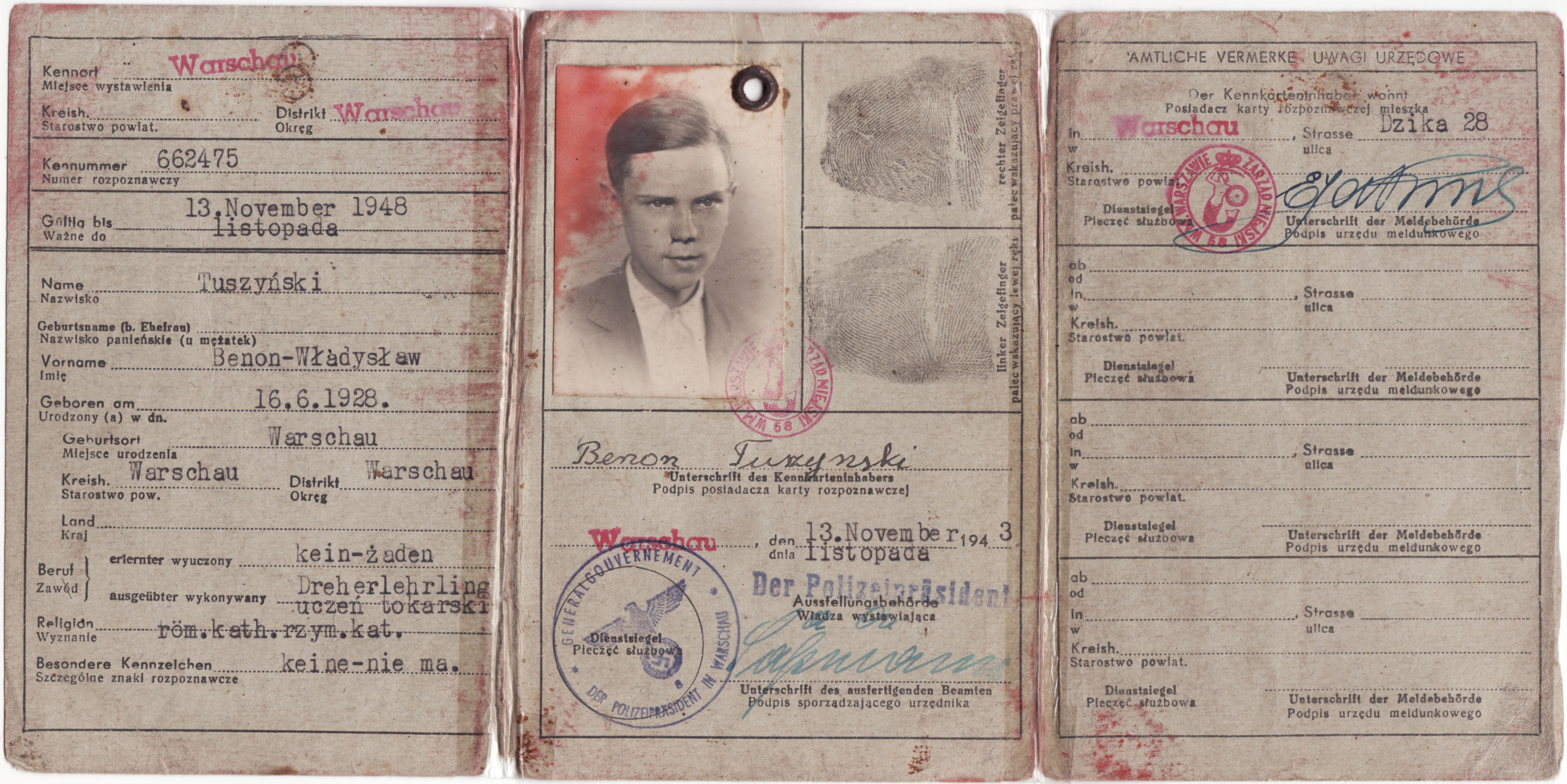
Kenkarta z 1943 roku

Kenkarta (niem. Kennkarte, karta rozpoznawcza) – dokument tożsamości wydawany obligatoryjnie przez okupacyjne władze niemieckie, na mocy rozporządzenia Hansa Franka z 26 października 1939 roku, wszystkim nieniemieckim mieszkańcom Generalnego Gubernatorstwa, którzy ukończyli piętnasty rok życia. W początkowym okresie okupacji poświadczeniem tożsamości były przedwojenne polskie dowody osobiste. Odpowiednie zarządzenia wykonawcze pojawiły się stosunkowo późno, bo dopiero 13 czerwca 1941. Władze postanowiły wydać kenkarty prawdopodobnie ze względu na duże rozpowszechnienie fałszywych polskich dowodów osobistych. Do końca roku 1942 nie udało się zaopatrzyć wszystkich obywateli w nowe dokumenty i akcję przedłużono do 1 kwietnia 1943. Ostatnie obowiązkowe kenkarty wydano w roku 1943.

## Procedura i wygląd
Kenkarta była arkuszem cienkiego kartonu o wymiarach około 29,4×14,0 cm złożonego w dwóch miejscach tak, że powstawała trzykartkowa „książeczka” o wymiarach 14,0×9,8 cm. Nazwy poszczególnych rubryk były dwujęzyczne: niemieckie na górze, wytłuszczonym drukiem, polskie zwykłym drukiem niżej niemieckiej. Kenkarty Polaków miały kolor szary, Żydów i Cyganów żółty; Rosjan, Ukraińców, Białorusinów, Gruzinów i górali podhalanskich - niebieski. Dokumenty mniejszości oznaczone były dodatkowo literami: J (Żydzi), R (Rosjanie), W (Białorusini), K (Gruzini), G (Górale), Z (Cyganie).
Do wydania kenkarty niezbędne były:
- wniosek ubiegającego się
- metryka
- dowód osobisty
- ewentualne świadectwo ślubu
- Polaków obowiązywało złożenie pod przysięgą oświadczenia o aryjskim pochodzeniu.

Przy odbiorze pobierano odciski palców wskazujących obu rąk, umieszczane na karcie rozpoznawczej. W nowych dowodach tożsamości istniała też rubryka dotycząca zawodu. W związku z tym na przykład artyści, którzy nie zarejestrowali się w Urzędzie Propagandy, wpisywali tam zawód fikcyjny (np. Jan Parandowski wpisał „biuralista”). Ponadto – oprócz fotografii, rubryk na dane personalne i adres – umieszczano w kenkarcie informację o wyznaniu posiadacza.
Dzięki temu, że w procedurę wydawania nowych dokumentów zaangażowani byli polscy urzędnicy, można było wystawiać kenkarty z fałszywymi danymi. Umożliwiało to zalegalizowanie nowych tożsamości członków ruchu oporu lub, ukrywających się po aryjskiej stronie, Żydów.
W czasie okupacji, obok komórek Armii Krajowej i Delegatury Rządu na Kraj specjalizujących się w fałszerstwie, działały „przedsiębiorstwa” produkcji dokumentów. Kenkarty można było zakupić na straganach i placach targowych już od 500 zł. Po Warszawie krążył nawet dowcip, że pierwsza obława na Kercelaku została zorganizowana po tym, jak gubernatorowi Fischerowi w czasie inspekcji zaproponowano kupno jego „własnej” kenkarty. Gestapo w roku 1943 szacowało, że w samej stolicy około 150 tysięcy mieszkańców posługiwało się fałszywymi dokumentami. Podobnie Komenda Główna AK oceniała pod koniec 1942 roku, że co dziesiąty mieszkaniec ma podrobioną kenkartę.

## Inne dokumenty w Generalnym Gubernatorstwie

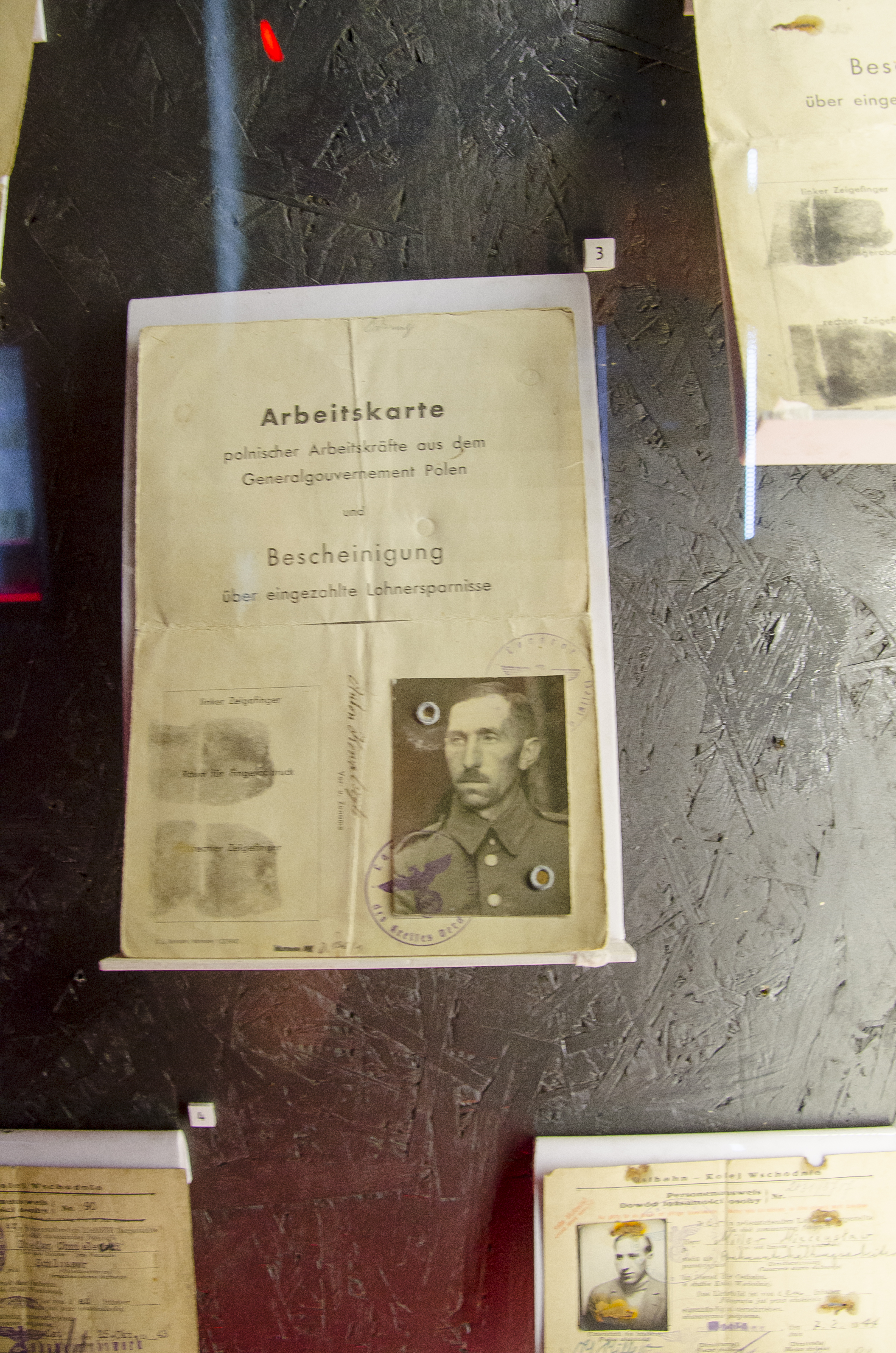
Arbeitskarte

„Mocne papiery” pozwalały wydostać się z łapanki, uwolnić od obowiązku robót w Niemczech. Do innych niezbędnych dokumentów mieszkańca GG należały:
- Ausweis – rodzaj legitymacji wydawanej przez zakłady pracownikom oraz członkom ich rodzin,
- Erlaubniskarte – legitymacja wydawana przez okupanta śpiewakom, muzykom, księgarzom, fotografom itp.
- Arbeitskarte – karta pracy przechowywana u pracodawcy (potwierdzeniem jej założenia był Bescheinigung).